# Béthanéchol
Le béthanéchol est un agoniste cholinergique, breveté en 1943 , pour le traitement de la rétention urinaire. Le béthanéchol est un carbamate de choline parasympathomimétique qui stimule sélectivement les récepteurs muscariniques sans aucun effet sur les récepteurs nicotiniques. Contrairement à l'acétylcholine, le béthanéchol n'est pas hydrolysé par la cholinestérase et aura donc une longue durée d'action. Le béthanéchol est vendu sous les marques Duvoid (Roberts), Myotonachol (Glenwood), Urecholine (Merck Frosst) et Urocarb (Hamilton). Le nom béthanéchol se réfère à sa structure en tant qu'uréthane de bêta-méthylcholine.